# Thericlella
Thericlella is een geslacht van rechtvleugeligen uit de familie Thericleidae. De wetenschappelijke naam van dit geslacht is voor het eerst geldig gepubliceerd in 1914 door Bolívar.

## Soorten
Het geslacht Thericlella  is monotypisch en omvat slechts de volgende soort:
- Thericlella nigromaculata (Bolívar, 1914)